# 水越敏行
水越敏行（日语：／ Mizukoshi Toshiyuki，1932年5月13日—2019年1月1日）是教育学家、大阪大学名誉教授。出生于三重县桑名市。

## 经历
毕业于三重大学农学部，1963年在名古屋大学的大学院教育学研究科博士课程满期退学，1975年是“发现学习研究”名大教育学博士。
1963年成为金城学院大学讲师，1965年成为大阪音乐大学副教授，1970年成为金泽大学教育学部副教授，1975年成为大阪大学人类科学部副教授（1981年成为教授），1995年退休。
名誉教授方面，则是关西大学综合信息学部教授，1996年成为系主任。2004年退休。
2019年1月1日，因肺炎死于金泽市的一间医院。終年八十六岁。